# Графический роман
Графический роман (англ. graphic novel), англиц. графическая новелла — один из форматов комиксов. Представляет собой объёмный роман, в котором сюжет передаётся через рисунок, а текст играет вспомогательную роль. Термин часто используется авторами комиксов, чтобы отделить своё творчество от комиксов малого формата, издаваемых периодически.
По содержанию такие произведения обращены чаще всего к взрослой аудитории и накладывают ограничения по возрасту (англ. adult content). Графические романы отличаются от традиционных комиксов и манги не только сюжетом и качеством прорисовки, но также внешним видом и ценой. Издаются обычно в твёрдом переплёте на качественной бумаге, стандарт 46—48 страниц (бывают расхождения в бо́льшую сторону). Также отличием графического романа от просто серии комиксов является то, что зачастую альбом создаёт один человек, максимум трое: сценарист-автор, художник и художник-колорист, в то время как в сериях создатели нередко меняются в процессе.

## Графический роман в Европе
Чаще всего публикация графических романов происходит во Франции и Бельгии. Во Франции графические романы считаются 9-м видом искусства и поддерживаются на государственном уровне.
Известные авторы:
- Арт Шпигельман
- Алехандро Ходоровски
- Оливье Ледруа
- Энки Билал
- Давид Б.

## Графический роман в США
Длинное графическое произведение. Ориентировано на более взрослую аудиторию и также отличаются качественным сюжетом и прорисовкой. В США, в отличие от Европы, некоторые графические романы по объёму не превышают размер комиксов и издаются под мягкой обложкой. Очень популярно издание графических романов по вымышленным вселенным (Звёздные войны, Чужие), а также адаптация популярных фантастических романов (Хроники Амбера, Хоббит, Легенда о Дриззте).
Известные авторы:
- Уилл Айснер
- Линд Уорд
- Фрэнк Миллер
- Алан Мур
- Фрэнк Фразетта

## Графический роман в России
В России жанр графического романа всё ещё[когда?] находится на этапе зарождения. Причины тому, как принято считать[кем?], — предрассудки по поводу рисованных историй вследствие относительного позднего входа в общую культуру (во времена СССР рисованные истории считались примитивной забавой с Запада) и отсутствие какого-либо финансирования (на гонорары издательств нельзя жить, нет ни одной стимулирующей премии). Всего их было издано не более десятка. В России также проводятся фестивали комиксов и графических романов, крупнейший из которых — КомМиссия. В Петербурге с 2006 года каждую осень проходит фестиваль Бумфест, в рамках которого устраиваются встречи с известными авторами комиксов, ретроспективные и актуальные выставки как российских, так и зарубежных авторов.
Известные авторы:
- Аскольд Акишин («Моя комикс-биография», «Лес»)
- Иван Ешуков («Боро извицкий»)
- Елена Воронович, Андрей Ткаленко («Стерва»)
- Егор Ветлугин, Николай Писарев («Предметы»)
- Фёдор Нечитайло («Земля Королей»)